# País de Vannes
L'agrupació d'interès públic del país de Vannes (bretó Bro Kêr-Wened) comprèn 175.000 habitants amb 61 comunes repartides en set estructures intercomunals :
- Comunitat de comunes del Loc'h
- Comunitat de comunes Arc Sud Bretanya
- Comunitat d'aglomeració Cap Atlantique
- Vannes agglo - Golfe du Morbihan
- Comunitat de comunes de la Península de Rhuys
- Comunitat de comunes del País de Questembert
- SIVOM de Questembert i de Rochefort-en-Terre